# Tlatelolco

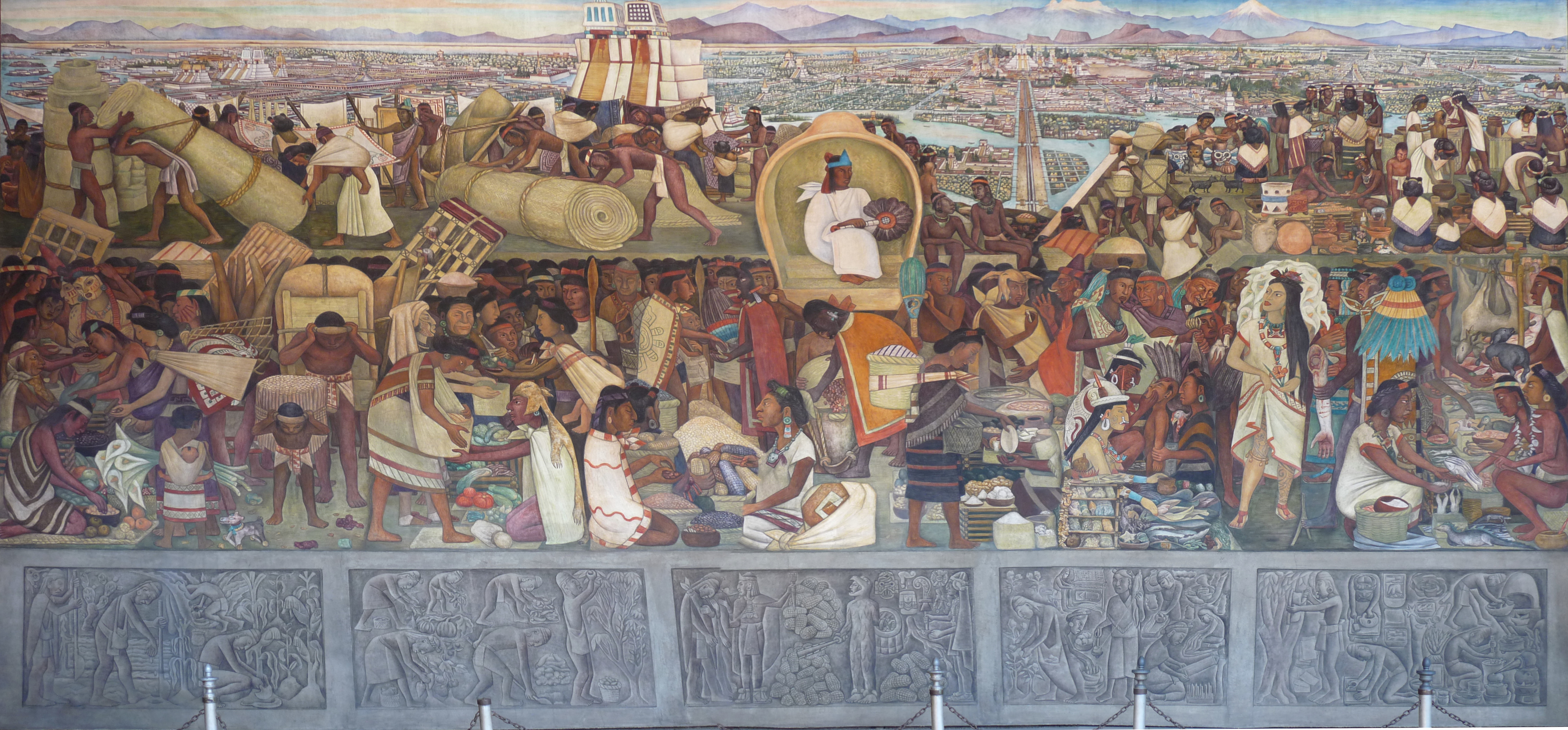
Mural de Diego Rivera, "A grande cidade de Tenochtitlán vista desde o mercado de Tlatelolco", 1945, Palácio Nacional do México. Representa o grande mercado de Tlatelolco, ao fundo é possível perceber Tenochtitlán.

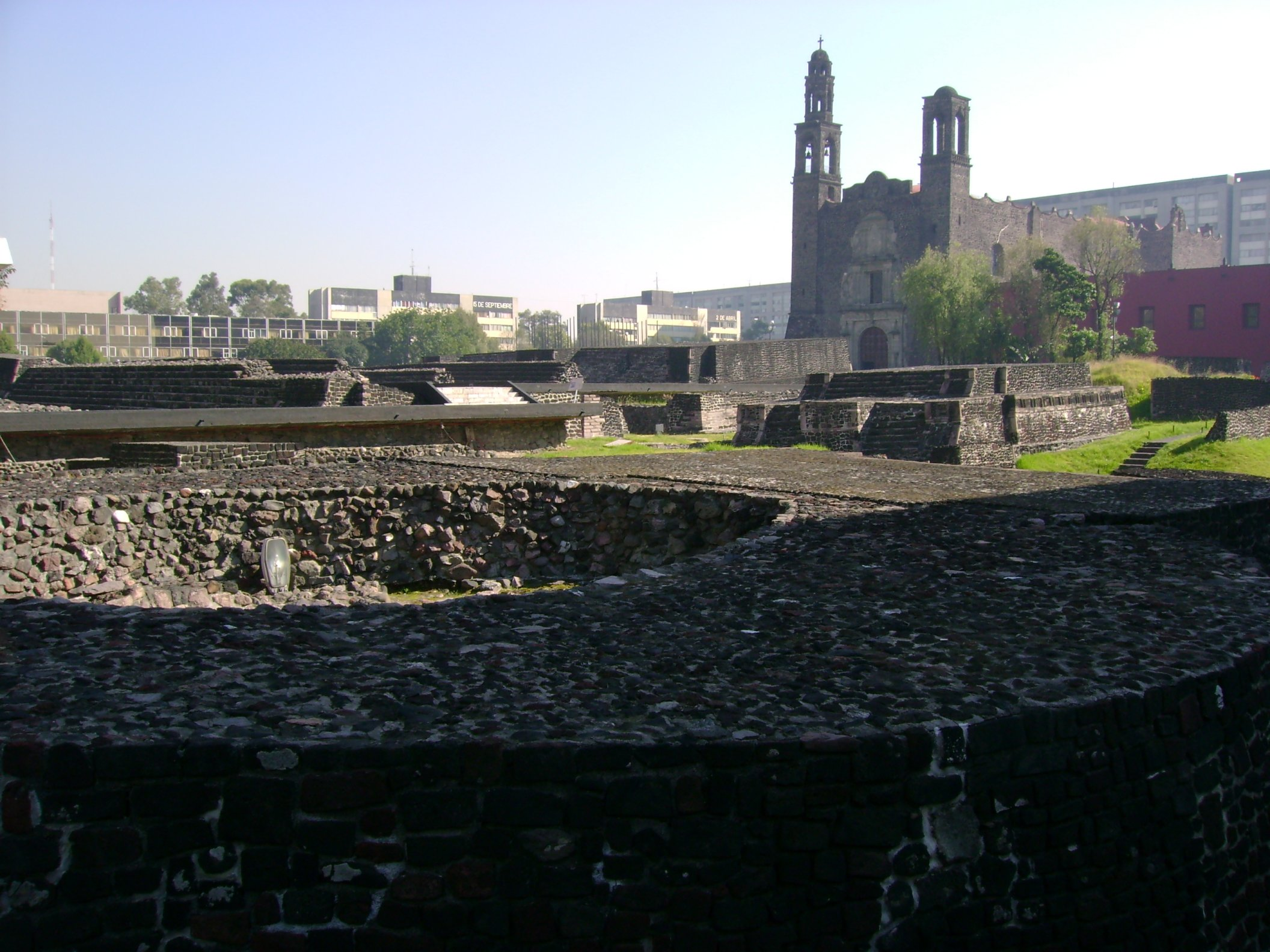
Perspectiva da Zona Arqueológica de Tlatelolco, na Cidade do México. Ao fundo, a Igreja de Santiago, construída com pedras de Tlatelolco.

Tlatelolco foi uma tribo que deu o nome à sua cidade asteca (do mesmo nome) na Cidade do México, anexa à Praça das Três Culturas, a famosa praça onde ocorreu o massacre de Tlatelolco.
Embora originalmente dispusesse de autonomia, foi entretanto absorvida pela capital asteca, Tenochtitlan e, desde então, passou a funcionar como mercado. Segundo o conquistador Bernal Díaz del Castillo, era maior que a cidade espanhola de Sevilha e maior que qualquer outra zona de mercado com que os espanhóis já se tinham cruzado durante a conquista do México - mesmo maior que Veneza e Constantinopla, com cerca de 20.000 a 40.000 mercadores.
Quando do cerco de Technotitlan, pelas tropas comandadas por Hernán Cortés, estes conquistaram a metrópole e arrasaram-na bairro por bairro. Enquanto as restantes cidades astecas depunham as suas armas e reconheciam a soberania espanhola, os Tlatelolcas resistiram aliando-se aos astecas Tenochcas. Estes, por sua vez, e comandados por Cuauhtémoc, ficaram confinados a Tlatelolco onde, no seu último período de existência, foram derrotados e dizimados pelos conquistadores. Aí morreram, a 13 de Agosto de 1521, cerca de 40.000 homens, mulheres e crianças astecas.
Em 1967, foi nesta zona que se assinou o Tratado de Tlatelolco, que visava o estabelecimento de uma zona livre de armas nucleares em toda a América Latina e Caraíbas. Desde então, todas as regiões de todos os países envolvidos alinharam e ratificaram o tratado.
A 2 de Outubro de 1968, dez dias depois do início dos Jogos Olímpicos, assistiu-se nesta praça ao massacre de Tlatelolco, onde mais de 300 estudantes foram mortos pela polícia e exército.
A 19 de Setembro de 1985, muitos dos edifícios ao redor foram destruídos pelo terramoto que afectou a Cidade do México. A estrutura Nuevo León tornou-se no símbolo mexicano da solidariedade durante o desastre, representado num pequeno quadrado no local onde o edifício cedeu. Entre outros, aí trabalhou Plácido Domingo na assistência aos sobreviventes.

## Templo Mayor

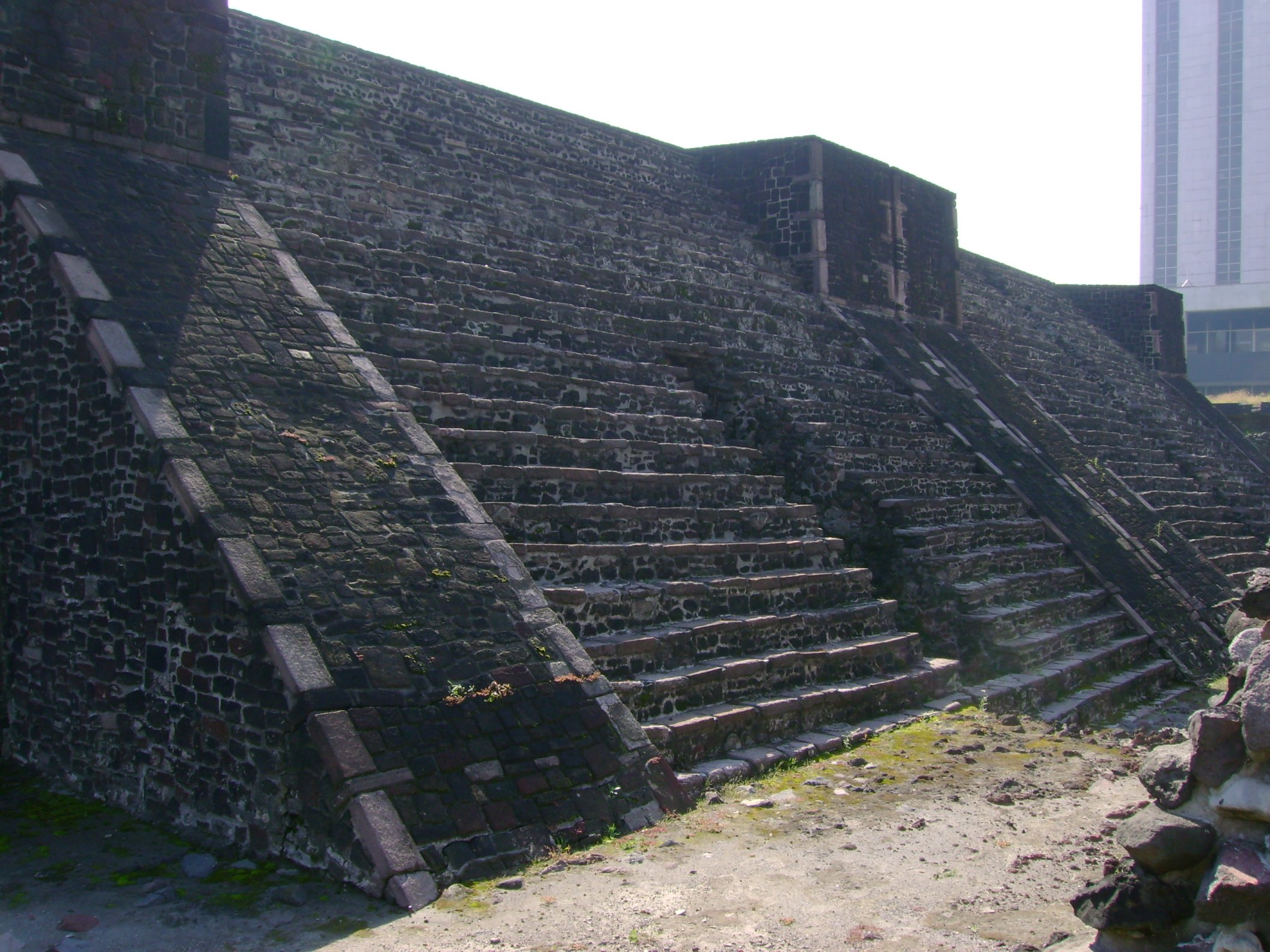
O Templo Mayor.

Como muitos dos edifícios de Tlatelolco, estes são em muito semelhantes em dimensões e número de etapas construtivas aos do Templo Mayor (em português: Templo Maior) de Tenochtitlan, embora em Tlatelolco ainda não se tenham conseguido resgatar os restos dos altares (adoratorios) que possivelmente estariam na parte superior dos edifícios.
As diversas escadarias que se observam a Ocidente foram as fachadas principais das distintas etapas construtivas deste Templo Maior; são os restos de sete edifícios construídos uns sobre outros entre os anos 1337 e 1515, encontrando-se também duas ampliações da fachada principal pelo que, no total, podem-se observar nove estruturas. Os Mexica, da mesma forma que outros povos mesoamericanos, construíam os seus templos sobre os antigos, por crença de que aí se concentravam as energias das suas divindades.
À direita, a construção, edificada aproximadamente entre 1375 e 1390, representa a segunda etapa de construção do Templo Maior de Tlatelolco. Este edifício é muito parecido aos da mesma época em Tenayuca e Tenochtitlan. Orientada a Ocidente, conta com uma dupla escadaria que termina no nível superior. O altar a Sul, dedicado a Huitzilopochtli é de dimensões superiores àquele a Norte, dedicado a Tláloc, o qual apresenta nas fachadas Norte e Oriente decorações em baixo relevo.
Em Tenochtitlan, a etapa II mostra restos de altares superiores. A Sul, o de Huitzilopochtli, com a pedra de sacrifício em frente e, na metade Norte, o altar de Tláloc, com uma escultura em frente do deus Chac Mool reclinado. Parece pertinente salientar a analogia, já que Tenochtitlan e Tlatelolco são consideradas como cidades gémeas. Recordem-se as origens comuns de ambas, mexicanas, e, portanto, a semelhança na sua representação mitológica. Por outro lado, em Tlatelolco encontram-se expostos três corpos do edifício e mais um corpo soterrado nas argilas devido à presença da água do lençol freático, enquanto que em Tenochtitlan se encontram soterrados quase três corpos, bem como a sua plataforma.

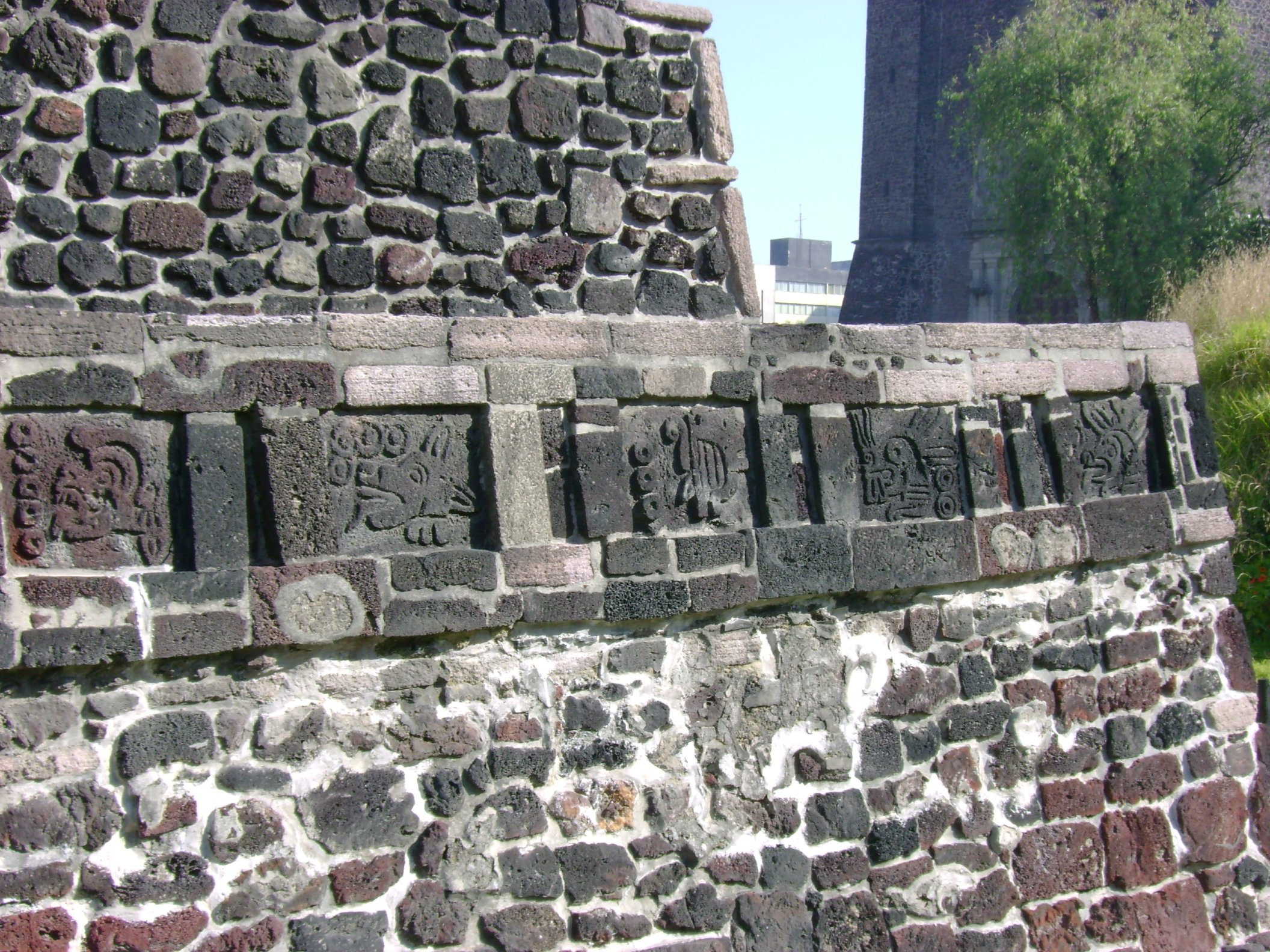
Os símbolos circulares esculpidos nalguns edifícios, símbolo asteca da água.

Nesta etapa II, na parte superior, encontra-se o muro Norte do altar de Huitzilopochtli, também designado Tlatelolco I. As escavações já iniciaram os túneis que ligam a parte oriental à parte ocidental do edifício para investigar o número de etapas construtivas realizadas pelos Mexicas Tlatelolcas. Destas escavações já foram descobertas escadarias de uma etapa anterior. Da metade Norte, pôde-se concluir que estes mesmos construtores desmancharam as escadarias centrais, provavelmente para depositarem oferendas ou saqueá-las.
No total, identificam-se 7 etapas de construção, sobrepostas, das quais apenas duas ocasionaram desenvolvimentos na fachada principal (etapas VI-A e VII-A).
É importante mencionar que só se podem apreciar os restos que sobreviveram à destruição colonial, já que alguns edifícios circundantes — como a Igreja de Santiago e o seu convento — foram construídos com as pedras do Templo Maior de Tlatelolco.

## Amantes de Tlatelolco

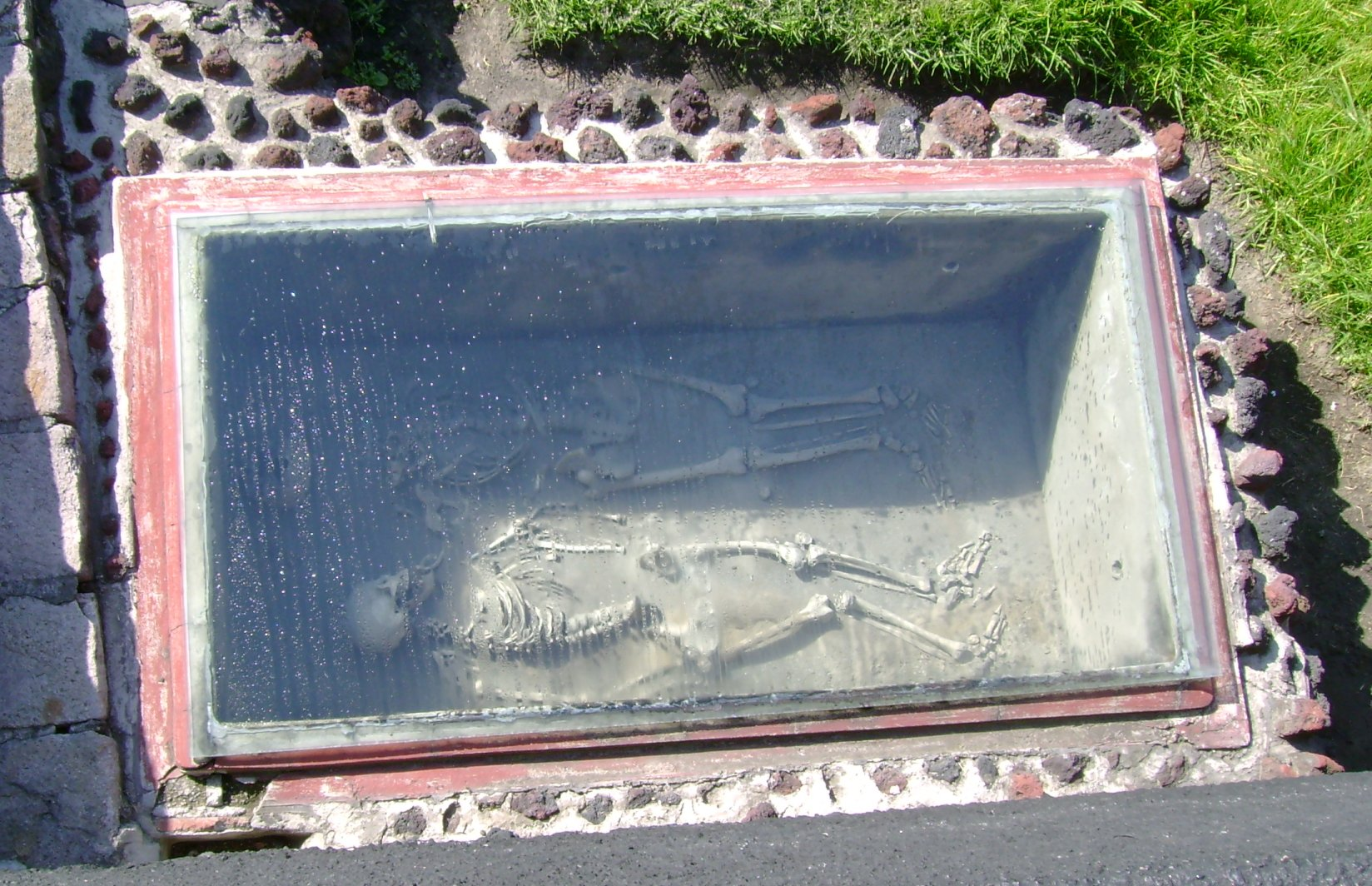
Os Amantes de Tlatelolco.

Das escavações foram encontradas 54 ossadas enterradas com oferendas, consideradas como vítimas da guerra de 1473 entre Tlatelolco e Tenochtitlan ao comando de Axayacatl. Nessa zona, estão expostos duas dessas ossadas, uma mulher de 35 e um homem de 55 anos. Devido ao facto de terem sido encontrados abraçados, foram designados como os Amantes de Tlatelolco.